# Pemar

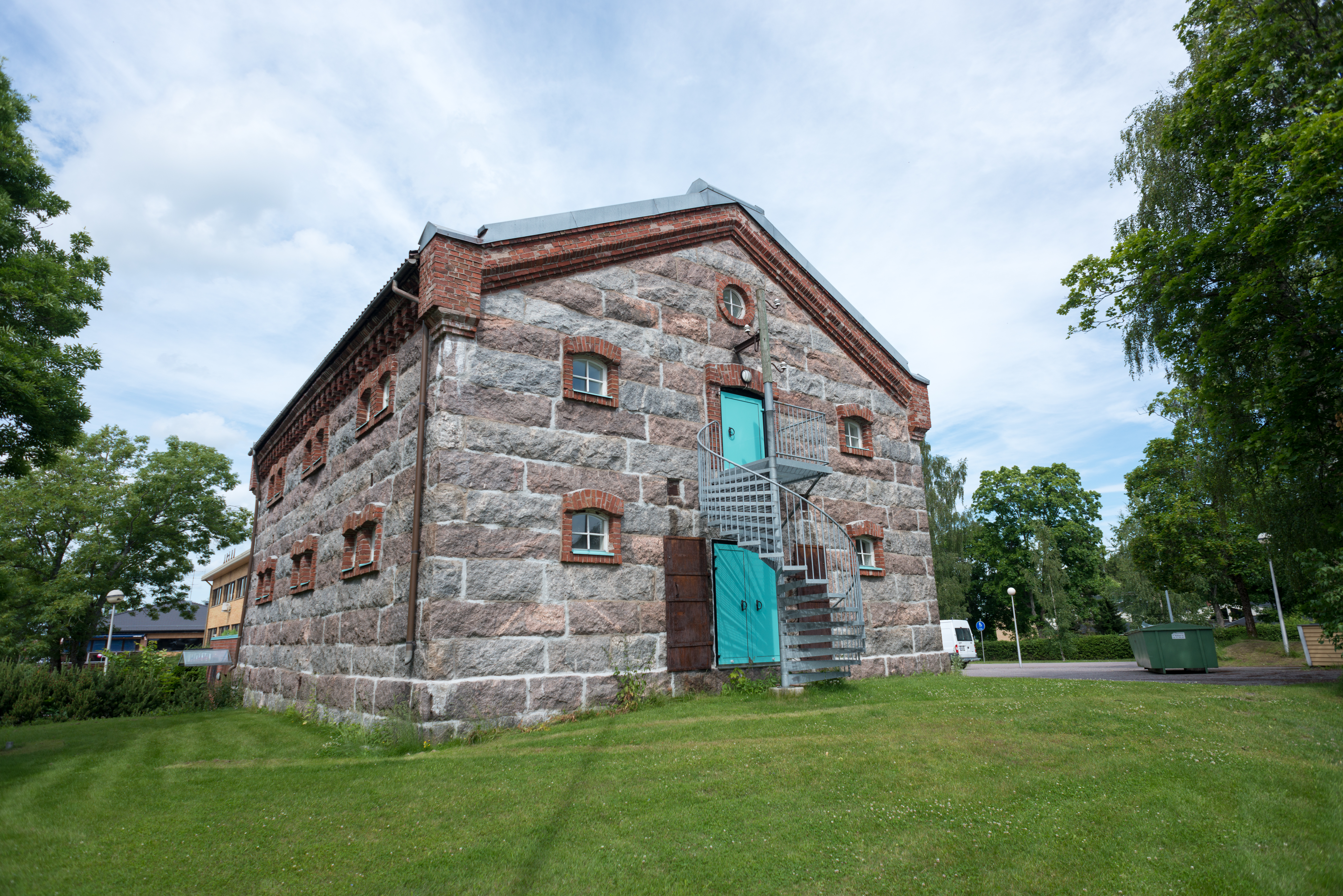
Pemar elektricitetsmuseum.

Pemar (finska: Paimio) är en stad i landskapet Egentliga Finland. Pemar har cirka 11 041 invånare och har en yta på 242,26 km².
Pemar är enspråkigt finskt.  
Pemars centrum kallas Vista. Några byar i kommunen är Böle (fi: Pyöli), Hahkaböle, Hellsberg och Skörbäck. Genom bygden rinner Pemarån ned till Pemarfjärden. En betydande herrgård är Wiksberg, vars huvudbyggnad är ritad av Christian Friedrich Schröder. Genom socknen leder den historiska Stora Strandvägen eller Kungsvägen från Åbo till Viborg.
Pemar församling har sitt ursprung i en fornsocken som under missionstiden på 1100-talet omvandlades till en stamsocken.  Denna uppdelades på 1200-talet, möjligen under dess andra kvartal, i kyrksocknarna Pemar, Pikis och Sagu. Socknen omnämns första gången år 1325. Pemars kyrkor är Sankt Mikael från 1689 och kapellkyrkan Sankt Jakob i Hevonpää från 1928, ritad av Lars Sonck.
Kända inrättningar är Pemar sanatorium, utformat av Alvar Aalto, och Pemar elektricitetsmuseum. Andra museer i Pemar är August Pyölniittus hemmuseum, hantverksmuseet Miila och Pemar hembygdsmuseum.

## Politik

### Mandatfördelning i Pemars stad, valen 1976–2025
| 4 | 7 | 8 |  | 7 |

| 5 | 8 | 11 |  |  | 9 |

| 4 | 9 | 3 | 11 | 8 |

| 4 | 9 | 2 | 10 |  | 9 |

| 4 | 11 |  |  | 9 |  | 8 |

| 5 | 9 | 12 | 9 |

| 4 | 9 |  | 12 | 9 |

| 4 | 8 |  | 10 | 3 | 9 |

| 21 | 14 |

| 3 | 8 | 2 | 9 | 4 | 9 |

| 23 | 12 |

| 2 | 8 | 2 | 2 | 9 | 2 | 10 |

| 23 | 12 |

| 4 | 8 | 3 |  | 8 | 2 | 9 |

| 20 | 15 |

| 2 | 7 | 3 | 4 | 8 |  | 10 |

| 23 | 12 |

|  | 7 | 5 | 2 | 10 |  | 9 |

| 19 | 16 |

## Befolkningsutveckling
| Befolkningsutvecklingen i Pemars stad 1975–2020                                                              | Befolkningsutvecklingen i Pemars stad 1975–2020 | Befolkningsutvecklingen i Pemars stad 1975–2020 | Befolkningsutvecklingen i Pemars stad 1975–2020 | Befolkningsutvecklingen i Pemars stad 1975–2020 |
| --- | ----------------------------------------------- | ----------------------------------------------- | ----------------------------------------------- | ----------------------------------------------- |
| |                                                 |                                                 |                                                 |                                                 |
| År |                                                 |                                                 | Folkmängd                                       |                                                 |
| 1975 | 1975                                            |                                                 | 7 668                                           |                                                 |
| 1980 | 1980                                            |                                                 | 8 366                                           |                                                 |
| 1985 | 1985                                            |                                                 | 9 020                                           |                                                 |
| 1990 | 1990                                            |                                                 | 9 614                                           |                                                 |
| 1995 | 1995                                            |                                                 | 9 832                                           |                                                 |
| 2000 | 2000                                            |                                                 | 9 815                                           |                                                 |
| 2005 | 2005                                            |                                                 | 9 876                                           |                                                 |
| 2010 | 2010                                            |                                                 | 10 402                                          |                                                 |
| 2015 | 2015                                            |                                                 | 10 620                                          |                                                 |
| 2020 | 2020                                            |                                                 | 10 922                                          |                                                 |
| Anm: Uppgifterna avser förhållandena den 31 december nämnda år enligt områdesindelningen den 1 januari 2022. |                                                 |                                                 |                                                 |                                                 |